# James Paris Lee
James Paris Lee (Hawick, 9 agosto 1831 – Short Beach, 24 febbraio 1904) è stato un inventore scozzese naturalizzato statunitense.
È noto per aver inventato fucili come il Lee-Metford e il Lee-Enfield, usati anche durante la seconda guerra mondiale dall'esercito statunitense.
Nel 1862 fondò la Lee Firearms and Company.